# Jasmina Tešanović
Jasmina Tešanović (in serbo Јасмина Тешановић?; Belgrado, 7 marzo 1954) è un'attivista, scrittrice, giornalista, traduttrice e regista serba.
Femminista, è l'autrice di Normalità. Operetta morale di un'idiota politica, un diario di guerra scritto durante il conflitto del 1999 in Kosovo. Da allora ha pubblicato tutti i suoi lavori, diari, racconti e documentari su blog e altri media, sempre legati ad Internet.

## Opere

### Giornalismo
- La mia vita senza di me (Infinito Edizioni, 2014, Italy)
- Mai più senza Torino (Espress Edizioni, 2012, Italy)
- Dizajn Zlocina, Sudjenje skorpionima (VBZ Sarajevo, Zagreb, Beograd 2009)
- Processo agli Scorpioni (Edizioni XII, 2008, Stampa Alternativa, 2009, Italy)
- Normalità. Operetta morale di un'idiota politica, (Fandango Libri, Italy, 2000)
- Matrimony (Planeta Publisher, Barcelona, Spain, 2003, Feminist Publisher 94, Belgrade, Serbia, 2004)
- Me and My Multicultural Street (Feminist Publisher 94, Belgrade, Serbia, 2001)
- Diary of a Political Idiot (Cleis Press, San Francisco, California, 2000) - tradotto in 12 lingue
- The Suitcase: Refugee Voices from Bosnia and Croatia (University of California Press, Berkley, San Francisco, California, 1997)

### Fiction
- Nefertiti (Stampa Alternativa, Italia 2009)
- The Necromancers/Nekromanti (play 2007)
- Nefertiti Was Here/Nefertiti je bila ovde (Belgrade Women's Studies, Centar za Zenske Studije, Beograd 2007)
- They just do it (play, Feminist Notebooks, Belgrade, Serbia 1998)
- The Mermaids (Publisher 94, Belgrade, Serbia 1997) - Borislav Pekić Award recipient
- A Women's Book  (Publisher 94, Belgrade, Serbia 1996)
- In Exile (Publisher 94, Belgrade, Serbia 1994)
- The Invisible Book (KOV, Vrsac, Yugoslavia 1992)

### Contributi e Articoli
(lista parziale)
- Baghdad/Belgrade Correspondence in "Writing the World": On Globalization (editors Wandee Pryor and Rothenberg, MIT Press, Boston Massachusetts 2005)
- Letter to My Imaginary American Friend, Stop the Next War (editors Medea Benjamin and Jodie Evans, Inner Ocean, San Francisco, California 2005)
- Women in Black, Belgrade, Women in War, Women on War (edited by Daniela Gioseffi, Feminist Press, New York, 2003)
- Mermaids, Ljubica (short stories) “Casablanca Serbia”, edited by Nicole Janigro, Feltrinelli, Milan, Italy 2003
- The Diary of a Political Idiot  (Granta 67, Autumn, London, UK 1999)
- Lies and Secrets, Index on Censorship (London, UK 1999)
- Ha pubblicato diversi articoli su Boing Boing, tra i quali "The Long Goodbye," sul funerale di Slobodan Milošević
- Self-translation of Me and My Multicultural Street/Ja i moja multikulturalna ulica by Jasmina Tešanović (tesi di Master di Bojana Kovačević, Universitat Autònoma de Barcelona, Facultat de Traducció i d'Interpretació, Bellaterra, Barcelona, 2008)

### Film e documentari
- Difficile Morire, collaborazione artistica al film di Umberto Silva, (Roma 1977)
- Mother and Sinner, con Rade Vladic (Belgrado 1978)
- Morning Midday Evening, con Rade Vladic, film basato su un racconto breve di David Albahari (Belgrado 1978)
- Nefertiti Was Here (Belgrado 1978)
- Nefertiti Was Here in Belgrade (Belgrado 2003)
- Jasmina's Diary, with Dinko Tucakovic (Belgrado 1999)
- Stencil Art in Serbia (Belgrado 2007), su vimeo.com.
- A minute to Twelve (Belgrado 2007)
- Invisible Cities (Belgrado 2008), su vimeo.com.
- Rafts (Belgrado 2008)
- Participation (Belgrado 2008)
- Blogs (Belgrado 2008)
- Recycling Romany (Belgrado 2008), su vimeo.com.
- Hacking War Songs https://vimeo.com/album/2897534

## Vita privata
Tešanović è stata sposata con il poeta serbo Raša Livada dal quale ha avuto una figlia.
Nel 2005, ha sposato lo scrittore statunitense Bruce Sterling.